# Bakonygyirót megállóhely
Bakonygyirót megállóhely egy Győr-Moson-Sopron vármegyei vasúti megállóhely, amit a GYSEV üzemeltet a névadó Bakonygyirót településen. A belterület délkeleti peremén helyezkedik el, a falu felől csak egy önkormányzati úton érhető el.

## Áthaladó vasútvonalak
- Győr–Veszprém-vasútvonal (11)

## Kapcsolódó állomások
A megállóhelyhez az alábbi állomások vannak a legközelebb:
- Veszprémvarsány vasútállomás (Győr–Veszprém-vasútvonal)
- Bakonyszentlászló vasútállomás (Győr–Veszprém-vasútvonal)

## Forgalom
| Járat        | Útvonal | Gyakoriság   |
| ------------ | --- | ------------ |
| személyvonat | Győr – Győr-Gyárváros – Győrszabadhegy – Nyúl – Pannonhalma – Tarjánpuszta – Győrasszonyfa – Veszprémvarsány – Bakonygyirót – Bakonyszentlászló – Vinye – Porva-Csesznek – Zirc – Eplény – Veszprém | 2 óránként   |
| személyvonat | Győr – Győr-Gyárváros – Győrszabadhegy – Nyúl – Pannonhalma – Tarjánpuszta – Győrasszonyfa – Veszprémvarsány – Bakonygyirót – Bakonyszentlászló                                                     | Napi 4-6 pár |